# Schulmuseum Bremen
Das Schulmuseum Bremen ist eine schulgeschichtliche Sammlung im Bremer Ortsteil Hastedt. Es wird vom Trägerverein „Schulmuseum Bremen e. V.“ betrieben, der eine Kooperation mit der Senatorin für Kinder und Bildung unterhält. Das Museum ist in der Schule Auf der Hohwisch untergebracht.
Das Gebäude steht seit 1984 unter Denkmalschutz.

## Geschichte
1975/76 wurde das Bremer Schulgesetz reformiert und beschlossen, die Bremer Schulstandorte zu verringern. Die Schließung von etwa 25 alten Schulen folgte. Für eine Sonderausstellung des Senators für Bildung unter dem Titel Schule früher und heute wurde 1978 ein großer Fundus von Schulmaterialien aus den vergangenen 100 Jahren zusammengetragen. Horst Massmann betreute die Sammlung des historischen Schulmaterials mit Objekten aus dieser Ausstellung als Grundstock. Aus diesen Zeugnissen der Bremer Schulgeschichte initiierte er den Aufbau der „Schulgeschichtlichen Sammlung Bremen“.
1983 wurde in Bremens einzigem Jugendstil-Schulgebäude „Auf der Hohwisch“ in Hastedt die „Schulgeschichtliche Sammlung Bremen“ (SGS) offiziell eröffnet. Ein Jahr später gründete sich der Förderverein „Schulgeschichtliches Museum Bremen e. V.“ unter dem Vorsitz von Landesschulrat Mews. In den darauf folgenden Jahren entwickelte sich die Sammlung immer mehr zu einem Museum, die erste Dauerausstellung wurde 1987 präsentiert. In der Konsequenz wurde aus der schulgeschichtlichen Sammlung das „Schulmuseum Bremen“, das nach einer Renovierung der Räumlichkeiten am 10. September 2009 wiedereröffnet wurde. Im Januar 2009 hatte sich bereits der neue Trägerverein Schulmuseum Bremen  gegründet.

## Museum und Sammlung
Die schulgeschichtliche Sammlung Bremen umfasst etwa 30.000 Objekte, Fotos und Archivalien zu verschiedenen schulischen Themengebieten aus dem Zeitraum von etwa 1880 bis heute. Anatomische Modelle aus der Naturgeschichte, astronomische und andere physikalische Lehrmittel sowie etwa 6.000 Schulwandkarten sind Teil des Fundus. Aus Ausstellungsprojekten zum Beispiel über Bremer Kindheit und Jugend im Nationalsozialismus oder die Bremer Versuchsschulen der Weimarer Zeit entstanden weitere Sammlungsschwerpunkte. Teil der Dauerausstellung des Museums sind außerdem zwei historische Klassenräume, die im Rahmen der Museumspädagogik von Schulklassen genutzt werden können, um den Schulunterricht um 1900 kennenzulernen. Dabei sitzen die Kinder in alten Schulbänken, schreiben mit Griffeln auf Schiefertafeln und erleben in einer Zeitreise den historischen Unterricht.
Zur schulhistorischen Sammlung gehört auch eine Präsenzbibliothek mit ca. 37.000 Bänden, die nach Anmeldung für Forschungsarbeiten genutzt werden kann.
2009 wurde der Trägerverein des Schulmuseums gegründet, Mitgründer und bis 2019 deren Vorsitzender war der Pädagoge Horst Massmann.

### Erdbunker
1996 wurde bei Bauarbeiten unter dem Schulhof ein Erdbunker von 1941 entdeckt. Er ist heute der einzige erhaltene Erdbunker in Bremen, der öffentlich zugänglich ist, und gehört zu den Ausstellungsräumen des Bremer Schulmuseums. Zwei der fünf Bunkerröhren wurden nach Zeitzeugenaussagen rekonstruiert, die übrigen drei wurden konserviert, wie sie bei den Bauarbeiten aufgefunden worden waren. In diesen drei Röhren werden anhand von Fotos und Dokumenten die Themen „Zwangsarbeiter und Bunker“, „Schule und Bunker“ sowie „Alarm und Entwarnung“ behandelt.

## Publikationen
- Schulmuseum Bremen e. V. (Hrsg.): Trau keinem über 30. Schule und Jugendkultur 1960 bis 1975. Edition Falkenberg, Bremen 2018, ISBN 978-3-95494-154-4 (Katalog zur gleichnamigen Ausstellung).
- Schulmuseum Bremen e. V. (Hrsg.): Hastedt – Eine Geschichte in Bildern. Edition Temmen, Bremen 2015, ISBN 978-3-8378-1047-9.
- Schulmuseum Bremen e. V. (Hrsg.): Hunger – Demokratie – Rock´n´Roll. Kindheit und Jugend 1945 bis 1960. Edition Temmen, Bremen 2014, ISBN 978-3-8378-1039-4 (Katalog zur gleichnamigen Ausstellung).
- Schulgeschichtliche Sammlung Bremen (Hrsg.): Am Roland hing ein Hakenkreuz. Bremer Kinder und Jugendliche in der Nazizeit. H. M. Hauschild, Bremen 2002, ISBN 3-89757-155-2 (Katalog zur gleichnamigen Ausstellung).
- Schulgeschichtliche Sammlung Bremen u. a. (Hrsg.): Geh zur Schul und lerne was. 150 Jahre Schulpflicht in Bremen 1844–1994. H. M. Hauschild, Bremen 1994, ISBN 3-929902-20-6 (Katalog zur gleichnamigen Ausstellung).
- Schulgeschichtliche Sammlung Bremen (Hrsg.): Museumspädagogische Bausteine. Bremen 1992.
- Jürgen Burger, Rita Kauder: Lesen, Schreiben, Rechnen. Zur Geschichte des Elementarunterricht in Bremen. Hrsg.: Schulgeschichtliche Sammlung Bremen. Bremen 1992.

## Belege
- Pressemitteilung zur Wiedereröffnung des Schulmuseums, 10. September 2009.
- Flyer des Museums, 2010.